# (374710) ʻOʻo
(374710) ʻOʻo ist ein Asteroid des inneren Hauptgürtels. Er wurde am 14. September 2006 vom US-amerikanischen Astronomen Joseph Masiero am Mauna-Kea-Observatorium entdeckt.
Benannt ist der Asteroid nach dem hawaiischen Ausdruck ʻŌʻō für Vögel aus der Gattung der Krausschwänze. Diese werden mittlerweile von der IUCN als ausgestorben gelistet und waren auf Hawaii endemisch. Der Schuppenkehlmoho wurde zuletzt 1985 gesehen und möglicherweise 1987 zuletzt gehört.